# Obožavanje
Obožavanje (lat. adoratio, devotio; latinizam adoracija) je čin religijske posvećenosti uglavnom usmjerene prema Bogu. 
Čin obožavanja može se izvoditi individualno, u neformalnoj ili formalnoj grupi ili određenom vođom. Takvi su činovi i štovanje na razne načine (jedan je zajednička molitva u nekoj formi, primjerice euharistijsko klanjanje).
Obožavanje označava moljenje ili određene vrste obreda božanstvu, ali i smatranje čega idolom i/ili kultom; sinonim je riječi bogoslužje i klanjanje (poklonstvo). Sva ova značenja pojma svode se na jedno: dizanje entiteta koji se razmatra na stupanj božanstva svime onim što se smatra božanstvom — osjećajima, riječima ili djelima.
U kršćanstvu je obožavanje u duhu i istini, to jest ispravnom razumijevanju biblijskih istina, a ne samo riječima, umom i emocijama. Obožavanje je u svojoj biti pripisivanje vrijednosti Bogu. Boga se obožava kada se što radi tako da pokazuje Njegov karakter i Njegovu slavu. Obožavanjem Boga čovjek mu se klanja u ljubavi i bez straha.
U društvu i sociologiji obožavanje se prenijelo sa božanstva na potrošačke marke, športske momčadi i ljude (slavne i poznate osobe). Sociologija stoga proširuje ovaj argument da bi se sugeriralo da je izvan religije obožavanje proces u kojem društvo obožava sebe, kao oblik samovrednovanja. U kršćanskom i muslimanskom svijetu, riječ obožavanje (u doslovnom kontekstu obožavanja) zabranjeno je koristiti ako se odnosi na neki objekt ili radnju, a ne isključivo na Boga.